# 東越王
東越王是西漢武帝時期分封的一位外诸侯王——余善，統治廣大的東南丘陵。僅一任。

## 簡介
前135年，西漢軍兵臨閩越國，閩越王郢遭閩越宗室余善弒殺。事後，西漢撤軍，漢武帝立未參與入侵南越國的繇君丑為繇王，令其統治閩越國。然而，弒殺閩越王的余善早已受到閩越國貴族的支持，威行於國，丑並無實權。因此，武帝只好另外冊封余善為東越王，與繇王並立。而實際上，東越王真正承繼了閩越王的權力。
前110年，余善得知西漢將軍楊僕有進攻閩越國的企圖，刻「武帝」印璽，擁兵自立為“武帝”，結束了與西漢的臣屬關係。